# أشيم (اسم)
أشيم هو اسم علم مذكر من أصل عربي، ومعناه هو الذي ظهرت في جلده شامة، وهي العلامة السوداء التي تسمى الخال، من الفعل شام – يشيم.

## وصلات خارجية
- موسوعة السلطان قابوس لأسماء العرب